# Puig de la Grava
El Puig de la Grava és una muntanya de 2.673,2 m d'altitud situada al massís del Carlit, concretament al límit entre l'Alta Cerdanya, i el Sabartès, al País de Foix, del Llenguadoc (Occitània) al nord, concretament entre els termes comunals d'Angostrina i Vilanova de les Escaldes, i Orlun.
Està situat a l'extrem nord del terme comunal d'Angostrina i Vilanova de les Escaldes i al sud-oest del d'Orlun. És a prop al sud-est del Coll de Lanós i al nord-est de l'Estany de Lanós.
És destí freqüent de moltes de les rutes d'excusionisme del Massís del Carlit.
Aquest cim està inclòs al llistat dels 100 cims de la FEEC